# Locmaria-Berrien
Locmaria-Berrien is een voormalige gemeente in het Franse departement Finistère (regio Bretagne). Ze telde 285 inwoners in 1999. De plaats maakte deel uit van het arrondissement Châteaulin.
Op 1 januari 2019 werd zij toegevoegd aan de gemeente Poullaouen.

## Geografie
De oppervlakte van Locmaria-Berrien bedraagt 17,0 km², de bevolkingsdichtheid is 16,8 inwoners per km².
De onderstaande kaart toont de ligging van Locmaria-Berrien met de belangrijkste infrastructuur en aangrenzende gemeenten.

## Demografie
Onderstaande figuur toont het verloop van het inwonertal (bron: INSEE-tellingen).
1. ↑  Populations légales 2018.